# Ministri delle finanze della Finlandia
I ministri delle finanze della Finlandia dal 1917 ad oggi sono i seguenti.

## Lista
| Ministro    | Ministro          | Ministro                               | Partito                               | Governo                              | Mandato           | Mandato           |
| Ministro    | Ministro          | Ministro                               | Partito                               | Governo                              | Inizio            | Fine              |
| ----------- | ----------------- | -------------------------------------- | ------------------------------------- | ------------------------------------ | ----------------- | ----------------- |
| Finanze     |                   |                                        |                                       |                                      |                   |                   |
|             |                   | Juhani Arajärvi (1867-1941)            | Partito Finlandese                    | Svinhufvud I                         | 27 novembre 1917  | 27 maggio 1918    |
| Paasikivi I | 27 maggio 1918    | Juhani Arajärvi (1867-1941)            | Partito Finlandese                    | 27 novembre 1918                     |                   |                   |
|             |                   | Kaarlo Castrén (1860-1938)             | Partito Progressista Nazionale        | Ingman I                             | 27 novembre 1918  | 17 aprile 1919    |
|             |                   | August Ramsay (1859-1943)              | Partito Popolare Svedese di Finlandia | Castrén                              | 17 aprile 1919    | 15 agosto 1919    |
|             |                   | Johannes Lundson (1867-1939)           | Partito Progressista Nazionale        | Vennola I                            | 15 agosto 1919    | 2 marzo 1920      |
| vacante     | vacante           | vacante                                | vacante                               | Vennola I                            | 2 marzo 1920      | 15 marzo 1920     |
|             |                   | Jonathan Wartiovaara (1875-1937)       | Partito di Coalizione Nazionale       | Erich                                | 15 marzo 1920     | 9 aprile 1921     |
|             |                   | Risto Ryti (1889-1956)                 | Partito Progressista Nazionale        | Vennola II                           | 9 aprile 1921     | 2 giugno 1922     |
|             |                   | Ernst Gråsten (1865-1942)              | Indipendente                          | Cajander I                           | 2 giugno 1922     | 14 novembre 1922  |
|             |                   | Risto Ryti (1889-1956)                 | Partito Progressista Nazionale        | Kallio I                             | 14 novembre 1922  | 18 gennaio 1924   |
|             |                   | Hugo Relander (1865-1947)              | Indipendente                          | Cajander II                          | 18 gennaio 1924   | 31 maggio 1924    |
|             |                   | Yrjö Pulkkinen (1875-1945)             | Partito di Coalizione Nazionale       | Ingman II                            | 31 maggio 1924    | 31 marzo 1925     |
|             |                   | Hugo Relander (1865-1947)              | Indipendente                          | Tulenheimo                           | 31 marzo 1925     | 31 dicembre 1925  |
|             |                   | Kyösti Järvinen (1869-1957)            | Partito di Coalizione Nazionale       | Kallio II                            | 31 dicembre 1925  | 13 dicembre 1926  |
|             |                   | Hannes Ryömä (1878-1939)               | Partito Socialdemocratico Finlandese  | Tanner                               | 13 dicembre 1926  | 17 dicembre 1927  |
|             |                   | Juho Niukkanen (1888-1954)             | Lega Agraria                          | Sunila I                             | 17 dicembre 1927  | 22 dicembre 1928  |
|             |                   | Hugo Relander (1865-1947)              | Indipendente                          | Mantere                              | 22 dicembre 1928  | 16 agosto 1929    |
|             |                   | Tyko Reinikka (1887-1964)              | Lega Agraria                          | Kallio III                           | 16 agosto 1929    | 4 luglio 1930     |
|             |                   | Juho Vennola (1872-1938)               | Partito Progressista Nazionale        | Svinhufvud II                        | 4 luglio 1930     | 21 marzo 1931     |
|             |                   | Kyösti Järvinen (1869-1957)            | Partito di Coalizione Nazionale       | Sunila II                            | 21 marzo 1931     | 14 dicembre 1932  |
|             |                   | Hugo Relander (1865-1947)              | Indipendente                          | Kivimäki                             | 14 dicembre 1932  | 10 ottobre 1936   |
|             |                   | Juho Niukkanen (1888-1954)             | Lega Agraria                          | Kallio IV                            | 7 ottobre 1936    | 12 marzo 1937     |
|             |                   | Väinö Tanner (1881-1966)               | Partito Socialdemocratico Finlandese  | Cajander III                         | 12 marzo 1937     | 1º dicembre 1939  |
|             |                   | Mauno Pekkala (1890-1952)              | Partito Socialdemocratico Finlandese  | Ryti I                               | 1º dicembre 1939  | 27 marzo 1940     |
| Ryti II     | 27 marzo 1940     | Mauno Pekkala (1890-1952)              | Partito Socialdemocratico Finlandese  | 4 gennaio 1941                       |                   |                   |
| Rangell     | 4 gennaio 1941    | Mauno Pekkala (1890-1952)              | Partito Socialdemocratico Finlandese  | 22 maggio 1942                       |                   |                   |
| Rangell     |                   |                                        | Väinö Tanner (1881-1966)              | Partito Socialdemocratico Finlandese | 22 maggio 1942    | 5 marzo 1943      |
| Linkomies   | 5 marzo 1943      | 8 agosto 1944                          | Väinö Tanner (1881-1966)              | Partito Socialdemocratico Finlandese |                   |                   |
|             |                   | Onni Hiltunen (1895-1971)              | Partito Socialdemocratico Finlandese  | Hackzell                             | 8 agosto 1944     | 21 settembre 1944 |
| Castrén     | 21 settembre 1944 | Onni Hiltunen (1895-1971)              | Partito Socialdemocratico Finlandese  | 17 novembre 1944                     |                   |                   |
|             |                   | Johan Helo (1889-1966)                 | Partito Socialdemocratico Finlandese  | Paasikivi II                         | 17 novembre 1944  | 17 aprile 1945    |
|             |                   | Sakari Tuomioja (1911-1964)            | Partito Progressista Nazionale        | Paasikivi III                        | 17 aprile 1945    | 17 luglio 1945    |
|             |                   | Ralf Törngren (1899-1961)              | Partito Popolare Svedese di Finlandia | Paasikivi III                        | 17 luglio 1945    | 26 marzo 1946     |
| Pekkala     | 26 marzo 1946     | Ralf Törngren (1899-1961)              | Partito Popolare Svedese di Finlandia | 29 luglio 1948                       |                   |                   |
|             |                   | Onni Hiltunen (1895-1971)              | Partito Socialdemocratico Finlandese  | Fagerholm I                          | 29 luglio 1948    | 17 marzo 1950     |
|             |                   | Vieno Johannes Sukselainen (1906-1995) | Lega Agraria                          | Kekkonen I                           | 17 marzo 1950     | 17 gennaio 1951   |
|             |                   | Onni Hiltunen (1895-1971)              | Partito Socialdemocratico Finlandese  | Kekkonen II                          | 17 gennaio 1951   | 20 settembre 1951 |
|             |                   | Viljo Rantala (1892-1980)              | Indipendente                          | Kekkonen III                         | 20 settembre 1951 | 9 agosto 1953     |
|             |                   | Juho Niukkanen (1888-1954)             | Lega Agraria                          | Kekkonen IV                          | 9 agosto 1953     | 17 novembre 1953  |
|             |                   | Tuure Junnila (1910-1999)              | Partito di Coalizione Nazionale       | Tuomioja                             | 17 novembre 1953  | 5 maggio 1954     |
|             |                   | Vieno Johannes Sukselainen (1906-1995) | Lega Agraria                          | Törngren                             | 5 maggio 1954     | 20 ottobre 1954   |
|             |                   | Penna Tervo (1901-1956)                | Lega Agraria                          | Kekkonen V                           | 20 ottobre 1954   | 26 febbraio 1956  |
| vacante     | vacante           | vacante                                | vacante                               | Kekkonen V                           | 26 febbraio 1956  | 3 marzo 1956      |
|             |                   | Aarre Simonen (1913-1977)              | Partito Socialdemocratico Finlandese  | Fagerholm II                         | 3 marzo 1956      | 27 maggio 1957    |
|             |                   | Nils Meinander (1910-1985)             | Partito Popolare Svedese di Finlandia | Sukselainen I                        | 27 maggio 1957    | 2 luglio 1957     |
|             |                   | Martti Miettunen (1907-2002)           | Lega Agraria                          | Sukselainen I                        | 2 luglio 1957     | 29 novembre 1957  |
|             |                   | Lauri Hietanen (1902-1971)             | Indipendente                          | Von Fieandt                          | 29 novembre 1957  | 26 aprile 1958    |
|             |                   | Ilmo Nurmela (1903-1974)               | Indipendente                          | Kuuskoski                            | 26 aprile 1958    | 29 agosto 1958    |
|             |                   | Päiviö Hetemäki (1913-1980)            | Partito di Coalizione Nazionale       | Fagerholm III                        | 29 agosto 1958    | 13 gennaio 1959   |
|             |                   | Wiljam Sarjala (1901-1977)             | Lega Agraria                          | Sukselainen II                       | 13 gennaio 1959   | 14 luglio 1961    |
| Miettunen I | 14 luglio 1961    | Wiljam Sarjala (1901-1977)             | Lega Agraria                          | 13 aprile 1962                       |                   |                   |
|             |                   | Osmo Pekka Karttunen (1922-1985)       | Partito di Coalizione Nazionale       | Karjalainen I                        | 13 aprile 1962    | 13 dicembre 1963  |
|             |                   | Mauno Jussila (1908-1988)              | Lega Agraria                          | Karjalainen I                        | 13 dicembre 1963  | 18 dicembre 1963  |
|             |                   | Esko Rekola (1919-2014)                | Indipendente                          | Lehto                                | 18 dicembre 1963  | 12 settembre 1964 |
|             |                   | Esa Kaitila (1909-1975)                | Partito Popolare Finlandese           | Virolainen                           | 12 settembre 1964 | 27 maggio 1966    |
|             |                   | Mauno Koivisto (1923-2017)             | Partito Socialdemocratico Finlandese  | Paasio I                             | 27 maggio 1966    | 31 dicembre 1967  |
|             |                   | Eino Raunio (1909-1979)                | Partito Socialdemocratico Finlandese  | Paasio I                             | 1° gennaio 1968   | 22 marzo 1968     |
| Koivisto I  | 22 marzo 1968     | Eino Raunio (1909-1979)                | Partito Socialdemocratico Finlandese  | 14 maggio 1970                       |                   |                   |
|             |                   | Päiviö Hetemäki (1913-1980)            | Partito di Coalizione Nazionale       | Aura I                               | 14 maggio 1970    | 15 luglio 1970    |
|             |                   | Carl Olof Tallgren (1927-2024)         | Partito Popolare Svedese di Finlandia | Karjalainen II                       | 15 luglio 1970    | 29 ottobre 1971   |
|             |                   | Päiviö Hetemäki (1913-1980)            | Partito di Coalizione Nazionale       | Aura II                              | 29 ottobre 1971   | 23 febbraio 1972  |
|             |                   | Mauno Koivisto (1923-2017)             | Partito Socialdemocratico Finlandese  | Paasio II                            | 23 febbraio 1972  | 4 settembre 1972  |
|             |                   | Johannes Virolainen (1914-2000)        | Partito di Centro Finlandese          | Sorsa I                              | 4 settembre 1972  | 13 giugno 1975    |
|             |                   | Heikki Tuominen (1920-2010)            | Indipendente                          | Liinamaa                             | 13 giugno 1975    | 30 novembre 1975  |
|             |                   | Paul Paavela (1931-1980)               | Partito Socialdemocratico Finlandese  | Miettunen II                         | 30 novembre 1975  | 29 settembre 1976 |
|             |                   | Esko Rekola (1919-2014)                | Indipendente                          | Miettunen III                        | 29 settembre 1976 | 15 maggio 1977    |
|             |                   | Paul Paavela (1931-1980)               | Partito Socialdemocratico Finlandese  | Sorsa II                             | 15 maggio 1977    | 26 maggio 1979    |
|             |                   | Ahti Pekkala (1924-2014)               | Partito di Centro Finlandese          | Koivisto II                          | 26 maggio 1979    | 19 febbraio 1982  |
| Sorsa III   | 19 febbraio 1982  | Ahti Pekkala (1924-2014)               | Partito di Centro Finlandese          | 6 maggio 1983                        |                   |                   |
| Sorsa IV    | 6 maggio 1983     | Ahti Pekkala (1924-2014)               | Partito di Centro Finlandese          | 31 gennaio 1986                      |                   |                   |
| Sorsa IV    |                   |                                        | Esko Ollila (1940)                    | Partito di Centro Finlandese         | 31 gennaio 1986   | 30 aprile 1987    |
|             |                   | Erkki Liikanen (1950)                  | Partito Socialdemocratico Finlandese  | Holkeri                              | 30 aprile 1987    | 28 febbraio 1990  |
|             |                   | Matti Louekoski (1941)                 | Partito Socialdemocratico Finlandese  | Holkeri                              | 28 febbraio 1990  | 26 aprile 1991    |
|             |                   | Iiro Viinanen (1944)                   | Partito di Coalizione Nazionale       | Aho                                  | 26 aprile 1991    | 13 aprile 1995    |
| Lipponen I  | 13 aprile 1995    | Iiro Viinanen (1944)                   | Partito di Coalizione Nazionale       | 2 febbraio 1996                      |                   |                   |
| Lipponen I  |                   |                                        | Sauli Niinistö (1948)                 | Partito di Coalizione Nazionale      | 2 febbraio 1996   | 15 aprile 1999    |
| Lipponen II | 15 aprile 1999    | 17 aprile 2003                         | Sauli Niinistö (1948)                 | Partito di Coalizione Nazionale      |                   |                   |
|             |                   | Antti Kalliomäki (1947)                | Partito Socialdemocratico Finlandese  | Jäätteenmäki                         | 17 aprile 2003    | 24 luglio 2003    |
| Vanhanen I  | 24 luglio 2003    | Antti Kalliomäki (1947)                | Partito Socialdemocratico Finlandese  | 22 settembre 2005                    |                   |                   |
| Vanhanen I  |                   |                                        | Eero Heinäluoma (1955)                | Partito Socialdemocratico Finlandese | 22 settembre 2005 | 19 aprile 2007    |
|             |                   | Jyrki Katainen (1971)                  | Partito di Coalizione Nazionale       | Vanhanen II                          | 19 aprile 2007    | 22 giugno 2010    |
| Kiviniemi   | 22 giugno 2010    | Jyrki Katainen (1971)                  | Partito di Coalizione Nazionale       | 22 giugno 2011                       |                   |                   |
|             |                   | Jutta Urpilainen (1975)                | Partito Socialdemocratico Finlandese  | Katainen                             | 22 giugno 2011    | 6 giugno 2014     |
|             |                   | Antti Rinne (1962)                     | Partito Socialdemocratico Finlandese  | Katainen                             | 6 giugno 2014     | 24 giugno 2014    |
| Stubb       | 24 giugno 2014    | Antti Rinne (1962)                     | Partito Socialdemocratico Finlandese  | 29 maggio 2015                       |                   |                   |
|             |                   | Alexander Stubb (1968)                 | Partito di Coalizione Nazionale       | Sipilä                               | 29 maggio 2015    | 22 giugno 2016    |
|             |                   | Petteri Orpo (1969)                    | Partito di Coalizione Nazionale       | Sipilä                               | 22 giugno 2016    | 6 giugno 2019     |
|             |                   | Mika Lintilä (1966)                    | Partito di Centro Finlandese          | Rinne                                | 6 giugno 2019     | 10 dicembre 2019  |
|             |                   | Katri Kulmuni (1987)                   | Partito di Centro Finlandese          | Marin                                | 10 dicembre 2019  | 9 giugno 2020     |
|             |                   | Matti Vanhanen (1955)                  | Partito di Centro Finlandese          | Marin                                | 9 giugno 2020     | 27 maggio 2021    |
|             |                   | Annika Saarikko (1983)                 | Partito di Centro Finlandese          | Marin                                | 27 maggio 2021    | 20 giugno 2023    |
|             |                   | Riikka Purra (1977)                    | Veri Finlandesi                       | Orpo                                 | 20 giugno 2023    | in carica         |

### Esplicative
1. ↑  Come capo del dipartimento del tesoro.
2. ↑  Ricopre anche la carica di Ministro capo dal 18 febbraio 1931.
3. 1 2 3 4 5 6 7 8 9 10 11  Ricopre anche la carica di Vice Ministro capo.
4. ↑  Ricopre anche la carica di Vice Ministro capo dal 19 febbraio 1982 fino al 31 gennaio 1986.
5. ↑  Ricopre anche la carica di ministro presso il Ministero dell'interno con delega alla politica regionale dall'8 maggio 1987.
6. ↑  Ricopre anche la carica di Vice Ministro capo fino al 30 agosto 2001.
7. ↑  Ricopre anche la carica di Vice Ministro capo dal 28 giugno 2017.
8. ↑  Ricopre anche la carica di Vice Ministro capo fino al 12 settembre 2019.